# 格林奧克 (印地安納州)
格林奧克（英語：Green Oak）是位於美國印地安納州富爾頓縣的一個非建制地區。該地的面積和人口皆未知。